# Lebedyn
Lebedyn (in ucraino Лебедин?) è una città dell'Ucraina (23 897 abitanti) situata nel distretto di Sumy, nell'oblast' di Sumy. Ospita l'amministrazione della comunità territoriale di Lebedyn, una delle comunità territoriali dell'Ucraina.
Fino al 18 luglio 2020 Lebedyn è stata il centro amministrativo del distretto di Lebedyn, abolito come parte della riforma amministrativa dell'Ucraina. L'area del distretto di Lebedyn è stata trasferita al distretto di Sumy.